# Mémorial Valenciaga
Le Mémorial Valenciaga est une course cycliste espagnole disputée au mois d'avril autour d'Eibar (Guipuscoa), dans la communauté autonome du Pays basque. Créée en 1975, elle est organisée par le Club Ciclista Eibarres
Cette épreuve fait partie du calendrier national de la fédération royale espagnole de cyclisme. Elle figure également au programme de la Coupe d'Espagne amateurs.

## Présentation
Le Mémorial se déroule sur un parcours vallonné en moyenne montagne dans le Guipuscoa. Depuis 2020, il se termine au sanctuaire de la Vierge d'Arrate. Il compte divers cyclistes réputés à son palmarès comme Julián Gorospe, José Luis Rubiera, Unai Osa, Óscar Freire, Joaquim Rodríguez ou encore Mikel Nieve.
L'édition 2018 est suspendue puis annulée en raison d'une lourde chute de plusieurs coureurs, entrés en collision avec une moto de l'organisation,.

## Palmarès
| Année | Vainqueur                     | Deuxième                 | Troisième                 |
| ----- | ----------------------------- | ------------------------ | ------------------------- |
| 1972  | José Luis Viejo               |                          |                           |
| 1973  | Felipe Yáñez                  |                          |                           |
| 1974  | Miguel Aguilera               |                          |                           |
| 1975  | Enrique Martínez              |                          |                           |
| 1976  | Jesús Suárez                  |                          |                           |
| 1977  | Miguel Albéniz                |                          |                           |
| 1978  | Jesús María Segura            |                          |                           |
| 1979  | José María Madrigal           |                          |                           |
| 1980  | Didier Paponneau              |                          |                           |
| 1981  | Julián Gorospe                |                          |                           |
| 1982  | Jokin Mujika                  |                          |                           |
| 1983  | Jokin Mujika                  |                          |                           |
| 1984  | Jesús Alonso                  |                          |                           |
| 1985  | Javier Murguialday            |                          |                           |
| 1986  | Luis María Díaz de Otazu (es) |                          |                           |
| 1987  | Jon Garmendia                 |                          |                           |
| 1988  | Enrique Alonso                |                          |                           |
| 1989  | Antonio Miguel Díaz           |                          |                           |
| 1990  | Jesús Ángel García            |                          |                           |
| 1991  | Iñaki Aiarzaguena (es)        |                          |                           |
| 1992  | Pedro Luis García             |                          |                           |
| 1993  | Antonio Vargas                |                          |                           |
| 1994  | José Luis Rubiera             |                          |                           |
| 1995  | Claus Michael Møller          |                          |                           |
| 1996  | Unai Osa                      |                          | Igor Astarloa             |
| 1997  | Óscar Freire                  | Pedro Horrillo           |                           |
| 1998  | Pedro Díaz Lobato             | Antonio Colom            | Joan Horrach              |
| 1999  | Francisco José Lara           | Juan Antonio Flecha      | Iban Mayo                 |
| 2000  | Joaquim Rodríguez             | Manuel Calvente          | Carlos García Quesada     |
| 2001  | Jon Bru                       | Manuel Calvente          | Lander Euba               |
| 2002  | Dionisio Galparsoro           | Diego Navamuel           | Francisco Gutiérrez       |
| 2003  | Iban Uberuaga                 | Mikel Elgezabal (es)     |                           |
| 2004  | Jordi Riera                   | Beñat Albizuri           | Iván Santos               |
| 2005  | Víctor García                 | Efraín Gutiérrez         | Francisco Terciado        |
| 2006  | David Rodríguez               | David Belda              | Unai Elorriaga            |
| 2007  | Mikel Nieve                   | Joaquín Novoa            | Jaume Rovira              |
| 2008  | David Belda                   | Andrey Amador            | Ismael Esteban            |
| 2009  | Pedro Merino                  | Jorge Martín Montenegro  | Francisco Javier Martínez |
| 2010  | Víctor Cabedo                 | Raúl Alarcón             | Javier Etxarri            |
| 2011  | Evgeny Shalunov               | José David Martínez      | Adrián Alvarado           |
| 2012  | Eduard Prades                 | Airán Fernández          | Borja Abásolo             |
| 2013  | Airán Fernández               | Antonio Pedrero          | José Manuel Gutiérrez     |
| 2014  | Cristian Cañada               | Alberto Gallego          | Antton Ibarguren          |
| 2015  | Jaime Rosón                   | Romain Campistrous       | Antonio Pedrero           |
| 2016  | José Manuel Díaz              | Richard Carapaz          | Jaime Castrillo           |
| 2017  | Álvaro Cuadros                | Sergio Samitier          | Manuel Sola               |
| 2018  | annulé                        |                          |                           |
| 2019  | Íñigo Elosegui                | Diego Noriega            | Roger Adrià               |
| 2020  | Jon Barrenetxea               | Miguel Ángel Ballesteros | Abner González            |
| 2021  | Pau Miquel                    | Igor Arrieta             | Pablo Uría                |
| 2022  | Pablo Castrillo               | Davide Piganzoli         | José Luis Faura           |
| 2023  | David Domínguez               | Iker Mintegi             | Jorge Gutiérrez           |
| 2024  | Lucas Towers                  | Jan Castellón            | Álvaro Sagrado            |
| 2025  | César Pérez                   | Martin Solhaug Hansen    | Jesse Maris               |